# 依他佐辛
依他佐辛（商品名：Sedapain）是一种含氮有机化合物，化学式C15H21NO，属于苯吗喃衍生物，可作为類阿片镇痛药。常以氢溴酸盐的形式给药，用于癌症和术后患者镇痛。由日本医药品工业株式会社（今日医工株式会社）开发，1987年获得厚生省批准在日本上市销售。常见副作用有恶心、呕吐、出汗、发热、口渴以及注射部位皮肤反应。